# Букел
Букелът (от немски buckel, „гърбица“, „малко хълмче“, „издатина“, също и издадена напред украса от метал върху щит) е декоративен елемент, който е разпространен главно в Западна България. Представлява релефна издатина и в литературата още се нарича и „ябълка“.
Среща се върху кръстове и керамика. Типичен е за ранния енеолит.. Характерна букелна амфора е открита при разкопки на тракийското светилище Глухите камъни край с. Любимец.
Голям брой оброчни кръстове в района на Трън, Драгоман и Годеч са украсени с букели. Измежду по-добре запазените оброчни кръстове от XIX век и началото на XX век с голям брой букели са:
- Оброк на Св. Богородица край с. Беренде, кръст от 1913 г. с по три букела върху горните три рамене и два в основата на долното рамо (общо 11),
- Оброк на Св. Георги край Беренде, двоен кръст от 1831 г. с пет букела върху горното рамо и по един на страничните две леви и две десни рамена (общо 9),
- Оброк на Св. Богородица край с. Букоровци, Лукарин кръст от 1893 г. с три букела върху горното рамо и по два на страничните (общо 7),
- Оброк на Св. Георги край с. Букоровци, двоен кръст от 1910 г. с по три букела върху горното и страничните рамена (общо 9),
- Оброк на неизвестен светец край с. Бърля, кръст с вписан по-малък кръст от 1832 г. с по три букела върху горното и страничните рамена и още четири на източното лице на кръста (общо 13),
- Оброк на Св. Георги край с. Върбница, кръст от 1886 г. с четири букела на горното рамо и по три на страничните рамена (общо 10),
- Оброк на Св. Никола Летни край с. Смолча, кръст от 1831 г. с по три букела върху горното и страничните рамена (общо 9),
- Оброк на Св. Богородица край с. Вишан, кръст от 1905 г. с четири букела на горното рамо и по три на страничните рамена (общо 10).